# Borley
Borley è un villaggio e parrocchia civile dell'Inghilterra, appartenente alla contea dell'Essex. Nota la Borley Rectory.